# 鈴鹿關
鈴鹿關（すずかのせき）是位在伊勢國的古代東海道的關。和越前國愛發關、美濃國不破關合稱三關。
701年（大寶元年）創設，789年（延曆8年）7月廢止。雖然廢止，但是在之後的即位、大喪、反亂之際，仍會警護三關，此時通行伊賀路（加太越）。
光孝天皇886年（仁和2年），開闢鈴鹿山的新道（阿須波道），即鈴鹿峠。
關址以三重縣龜山市關町新所之說較有力。2006年（平成18年），在此地的觀音山公園發現可能是北邊城壁的築地，發掘調査進行中。

## 外部連結
- 鈴鹿関をさぐる （页面存档备份，存于）